# Kyŏngju Kim
Le clan Kyŏngju Kim (hangeul : 경주 김씨 ; hanja : 慶州 金氏) sont une famille aristocratique coréenne influente au début de l'ère Koryŏ. Ils font partie des familles déjà influentes lors de l'ère Silla et privilégiées par le système Kolp'um et qui parviennent à maintenir leur pouvoir lors de la dynastie suivante. Le clan descend probablement de Gim Alji (en), et est originaire de Gyeongju (hangeul : 경주 ; MR : Kyŏngju).
Cette famille perdure jusqu'au XXIe siècle.